# Mariazellerbahn
Mariazellerbahn – wąskotorowa (rozstaw szyn 760 mm) linia kolejowa na terenie Austrii w krajach związkowych Dolna Austria oraz Styria, łącząca St. Pölten i Gußwerk, przy czym w eksploatacji jest odcinek St. Pölten – Mariazell.

## Historia
W połowie XIX wieku pojawiły się pierwsze projekty budowy linii kolejowej łączącej Sankt Pölten z jednym z najważniejszych centrów pielgrzymkowych Austrii – Mariazell przez dolinę rzeki Pielach. Dopiero jednak pod koniec tego wieku przystąpiono do ich realizacji. 6 lutego 1895 roku na wniosek związku gmin, parlament krajowy Dolnej Austrii wydał zezwolenie na budowę kolei. Budowa wąskotorowej linii kolejowej (o rozstawie szyn 760 mm) ruszyła dopiero 21 listopada 1896 roku. Decyzję o niebudowaniu kolei normalnotorowej podjęto ze względu na trudne warunki geograficzne oraz niższe koszty budowy linii wąskotorowej. Ze względu na ograniczony budżet, początkowo powstał jedynie odcinek kolei, nazywanej wtedy Pielachtallbahn, między St. Pölten a Kirchberg an der Pielach, który oddano do użytku 4 lipca 1898 roku. Na dworcu początkowym St. Pölten Hauptbahnhof kolej była skomunikowana z linią normalnotorową, a dworcem głównym kolei wąskotorowej z zapleczem technicznym był i pozostał dworzec St. Pölten Alpenbahnhof (wcześniej nazwany Lokalbahnhof). Kolej była zarządzana przez powołany 28 maja 1895 roku urząd Kolei Krajowych Dolnej Austrii (Niederösterreichischen Landesbahnen, NÖLB). Kierownikiem budowy kolei ze strony zarządu i propagatorem dalszej jej rozbudowy był inż. Josef Fogowitz. Prędkość na szlaku wynosiła początkowo 25 km/h, wkróce podniesiona do 40–45 km/h, jaka była utrzymana do końca XX wieku.
W 1903 zarząd landu Dolna Austria zdecydował się na sfinansowanie dalszej budowy kolei przez Gösing do Mariazell. W 1905 gotowa była trasa do stacji Laubenbachmühle. Dalej na południe trasa miała charakter górski, z pochyleniami dochodzącymi do 26,7‰. Rok później gotowy był najdłuższy na trasie tunel Gösing, liczący 2369 m, przebity 4 grudnia 1905 roku. Jest to obecnie szósty co do długości tunel w Austrii, wybudowany największym spośród nich nakładem sił i środków finansowych, a ogółem na trasie kolei było 21 tuneli (o łącznej długości 4574 m) i 155 mostów, wiaduktów i przepustów. 2 maja 1907 otwarto trasę do Mariazell, a 15 czerwca tego samego roku pierwszy pociąg przejechał całą 91-kilometrową trasę aż do miejscowości Gußwerk zlokalizowanej ok. 7 km na południe od Mariazell. W 1910 podróż koleją do Mariazell odbył cesarz Austrii Franciszek Józef I. W pierwszym okresie eksploatacji na linii wykorzystywano lokomotywy parowe. Z uwagi na wzrastające potrzeby przewozowe, w 1911 całą linię zelektryfikowano prądem przemiennym 6,5 kV, 25 Hz. Do wytwarzania energii elektrycznej wybudowano elektrownię wodną Wienerbruck. W 1912 roku kolej przewoziła 10 tysięcy pasażerów dziennie, 25 pociągami, ponadto woziła towary, w tym węgiel, drewno i rudę wydobywaną w Gußwerk. Uruchamiano też pociągi pospieszne, pokonujące całą trasę w ok. 3 godziny.
Od 1945 Mariazellerbahn, podobnie jak wszystkie inne koleje wąskotorowe na terenie Austrii, została przejęta od kraju związkowego Dolnej Austrii przez Österreichische Bundesbahnen. W 1988 koleje austriackie podjęły decyzję o zakończeniu przewozów towarowych po Mariazellerbahn. W związku z powyższym 29 maja zawieszono także ruch połączeń na 7,1-kilometrowym odcinku Mariazell – Gußwerk, który był wykorzystywany głównie do przewozów towarowych, a nie pasażerskich. Po 2000 ÖBB zdecydowały się na sprzedaż Mariazellerbahn, a w razie braku inwestora – rozważana była opcja zamknięcia linii kolejowej. 
W grudniu 2010 trasę ponownie przejął kraj związkowy Dolna Austria, a obsługa i utrzymanie linii zostały powierzone spółce Niederösterreichische Verkehrsorganisationsgesellschaft (NÖVOG). W latach 2012–2013 wybudowano nowoczesną bazę utrzymania taboru kolejowego w Laubenbachmühle. W tym samym roku pod logo die Himmelstreppe (niem. Schody do nieba) do eksploatacji wprowadzono dziewięć nowych elektrycznych zespołów trakcyjnych produkcji Stadler Rail, a rok później dołączyły do nich cztery panoramiczne wagony (3 klasy 1. oraz 1 barowy).

## Tabor

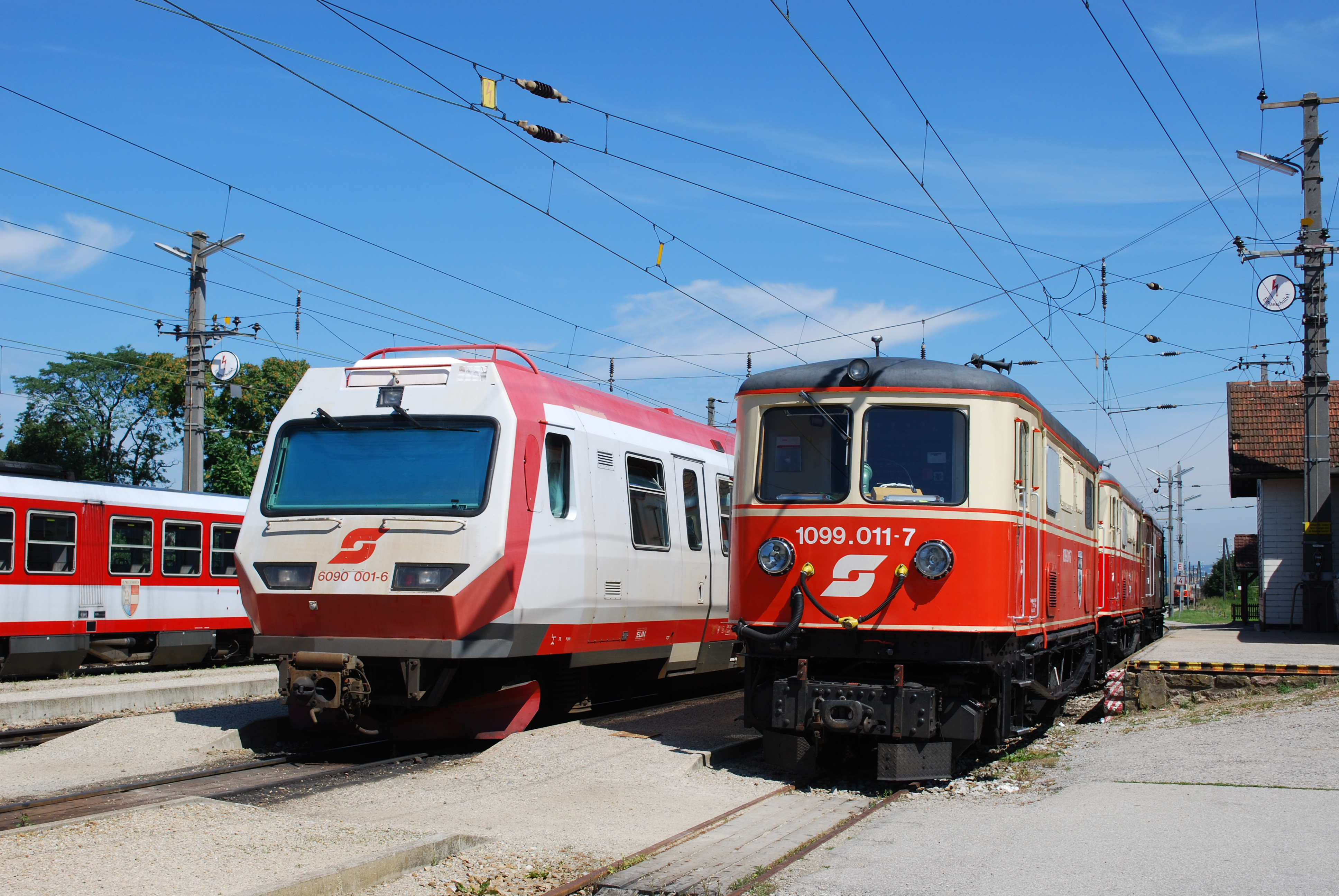
Tabor wykorzystywany przez ÖBB – EZT serii 4090 i lokomotywa serii 1099

Początkowo tabor stanowiły lokomotywy parowe z trzema osiami napędnymi. Pierwszymi z nich były cztery tendrzaki serii U (U1 – U4, następnie: ÖBB 298.51 – 54) firmy Krauss z Linzu (w układzie C1n2t). W 1904 roku zamówiono dla przewozów pasażerskich trzy wagony parowe firmy Komarek (układ konstrukcyjny A1n2v), a rok później parowóz Uv3 firmy Krauss, o układzie C1n2vt (ÖBB 298.207). Kolej posiadała również pojedyncze sztuki innych lokomotyw.
Duże wzniesienia na południowym odcinku trasy za Laubenbachmühle wymogły wprowadzenie silniejszych parowozów z czterema osiami napędnymi. W latach 1906–08 dostarczono sześć parowozów serii Mh (Mh1 – Mh6, później: ÖBB 399.01 – 06) firmy Krauss, w układzie D2h2t, oraz dwa serii Mv (Mv1 – Mv6, później: ÖBB 299.01 – 02), w układzie D2h2vt.
Po elektryfikacji, w 1911 roku zakupiono 16 lokomotyw elektrycznych serii 1099 o układzie osi C′C′, będących wówczas najsilniejszymi lokomotywami elektrycznymi na świecie. W 1959 roku zostały poddane rekonstrukcji i zaopatrzone w nowe nadwozia. Od 1995 roku do eksploatacji weszły elektryczne zespoły trakcyjne serii 4090 produkcji austriackiej.
Kolej posiadała liczny tabor wagonów pasażerskich – dwuosiowych, następnie także czteroosiowych, oraz towarowych. Od 1909 roku na części trasy, od St. Pölten do Loich, używane były towarowe wagony normalnotorowe na rolbokach lub transporterach – przy czym ich załadunek możliwy był tylko na stacji St. Pölten Alpenbahnhof.  

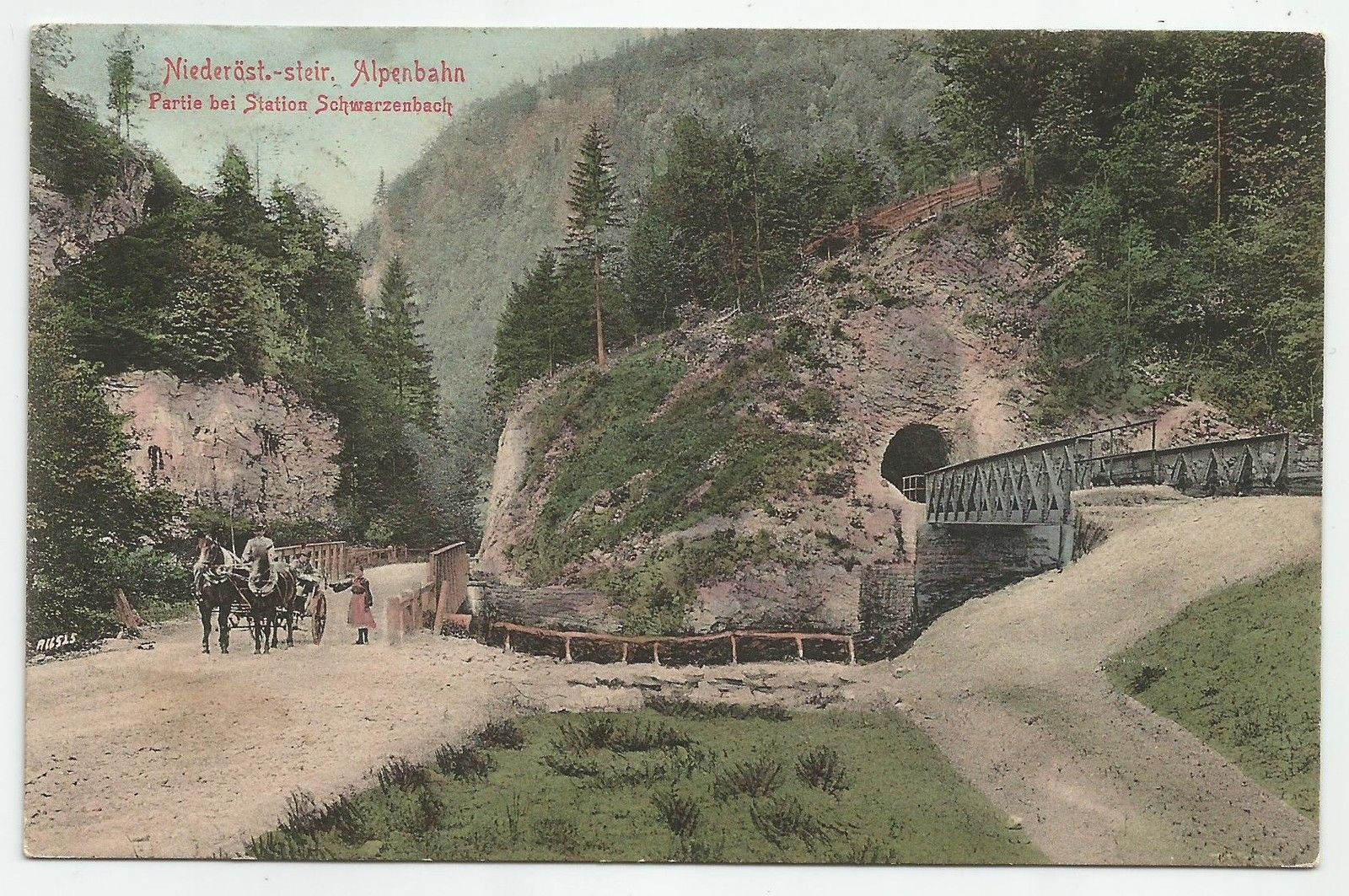
Mariazellerbahn w pobliżu Schwarzenbach, 1907
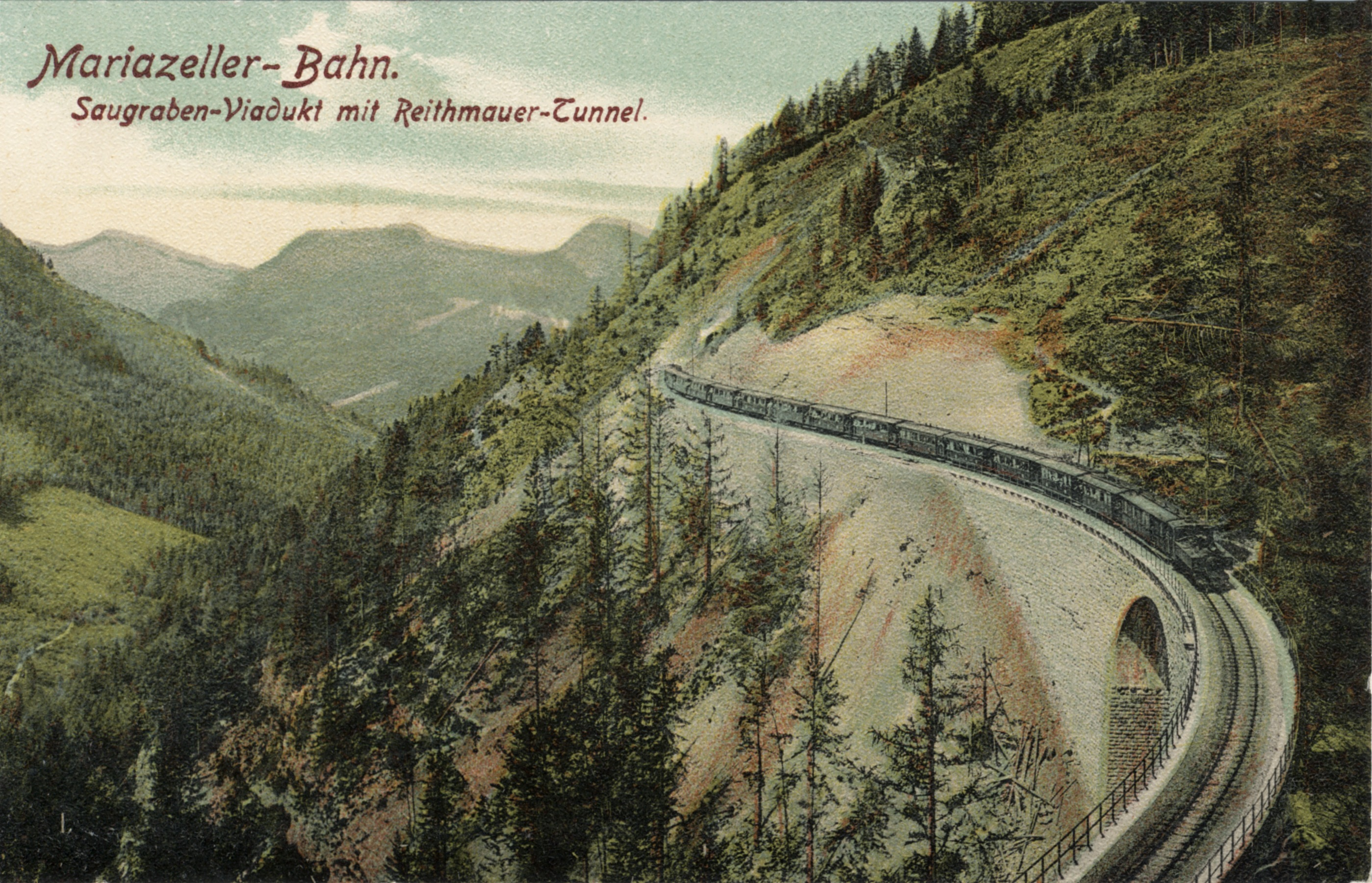
Suagrabenviadukt, 1908
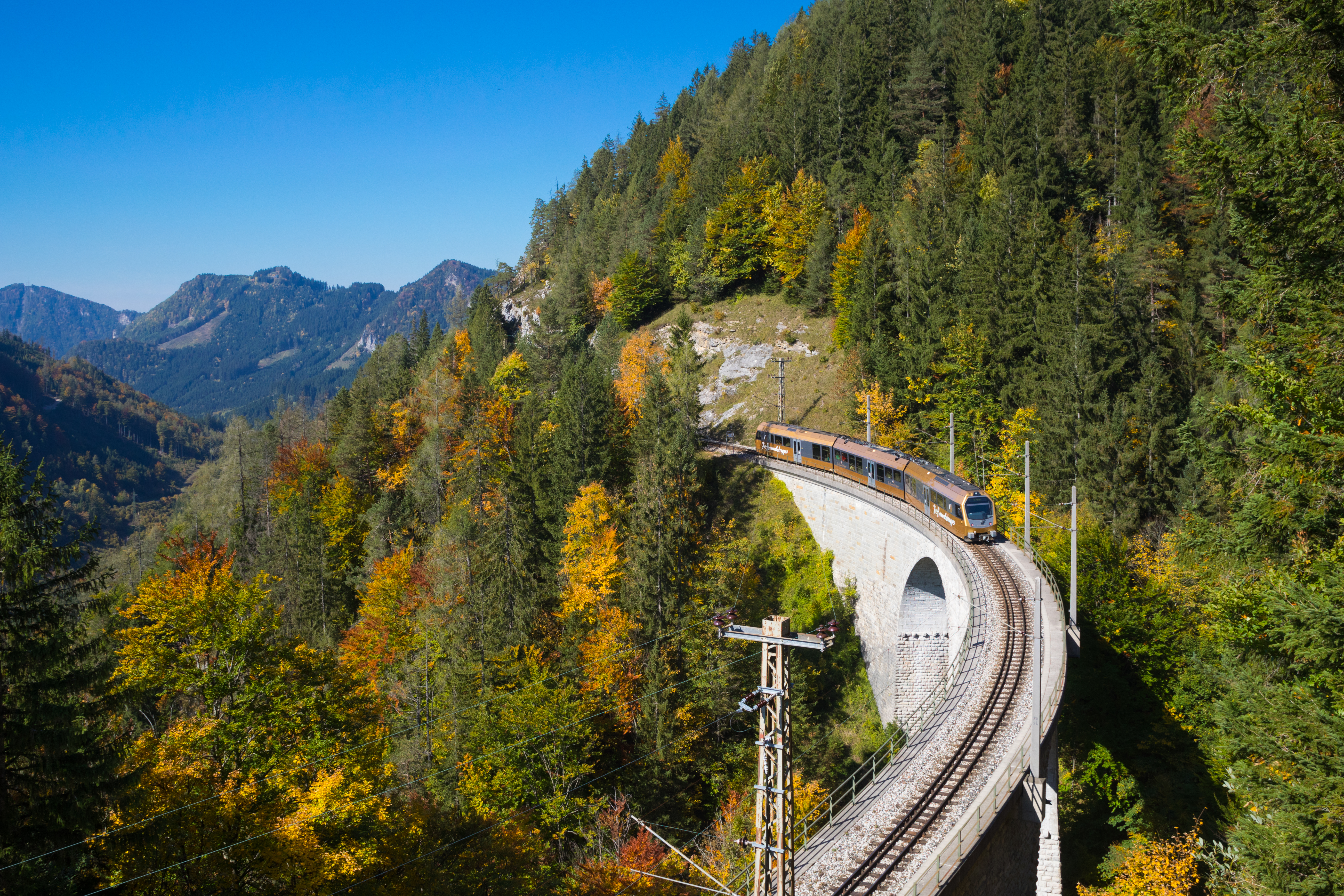
Saugrabenviadukt, 2017, z zespołem Himmelstreppe
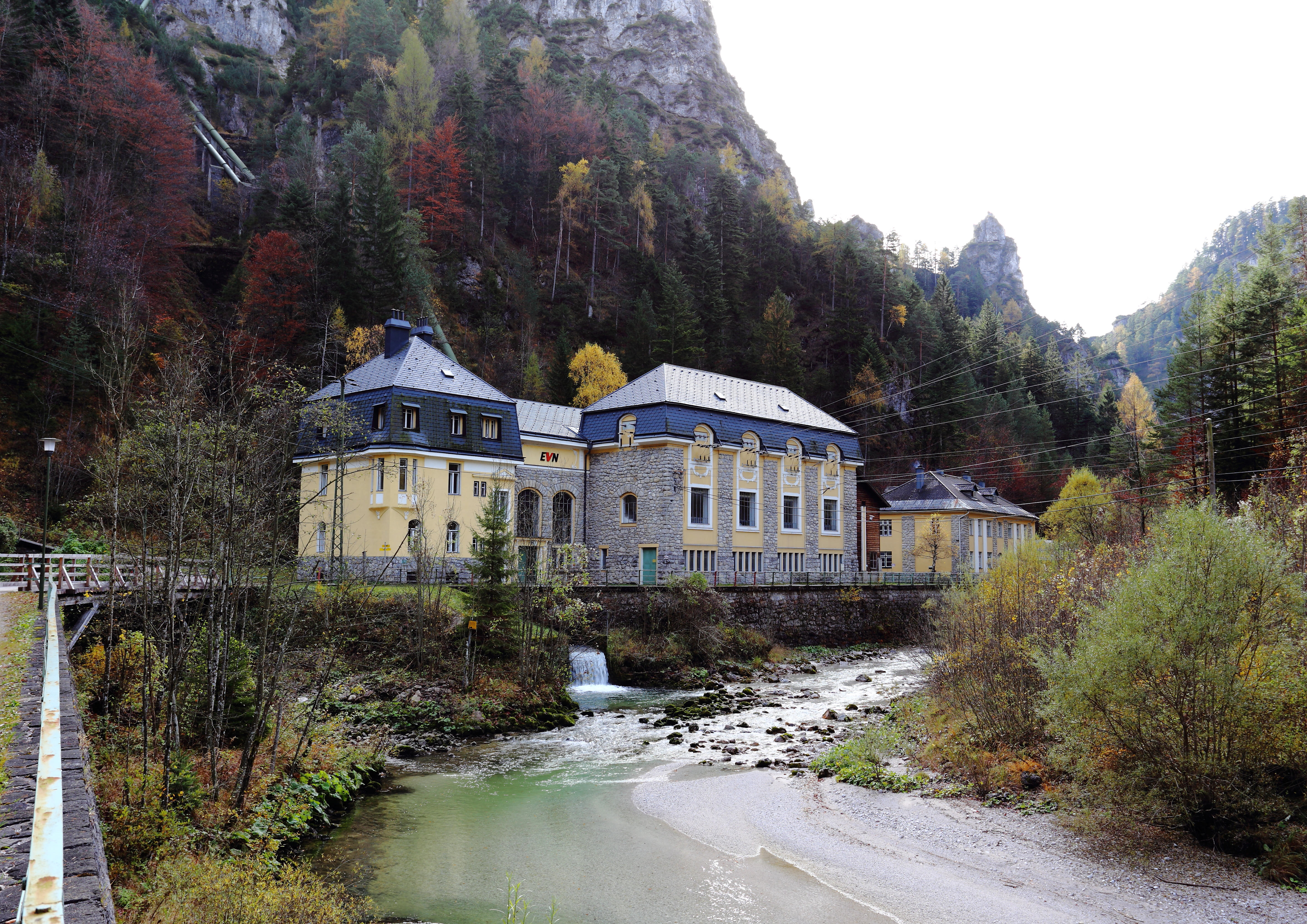
Elektrownia wodna w Wienerbruck, która dostarcza energię elektryczną dla kolei
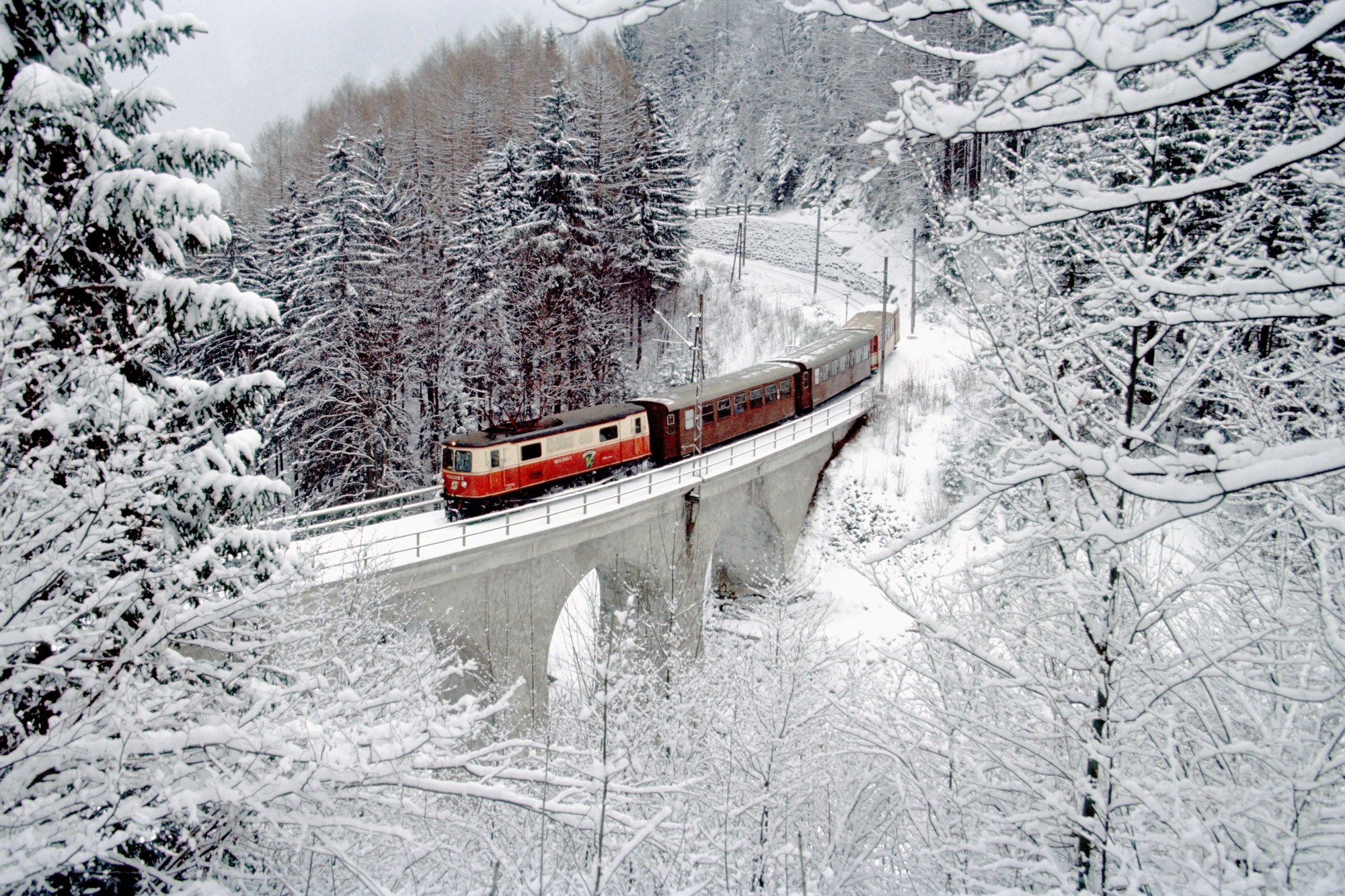
Heugrabenviadukt, 2004
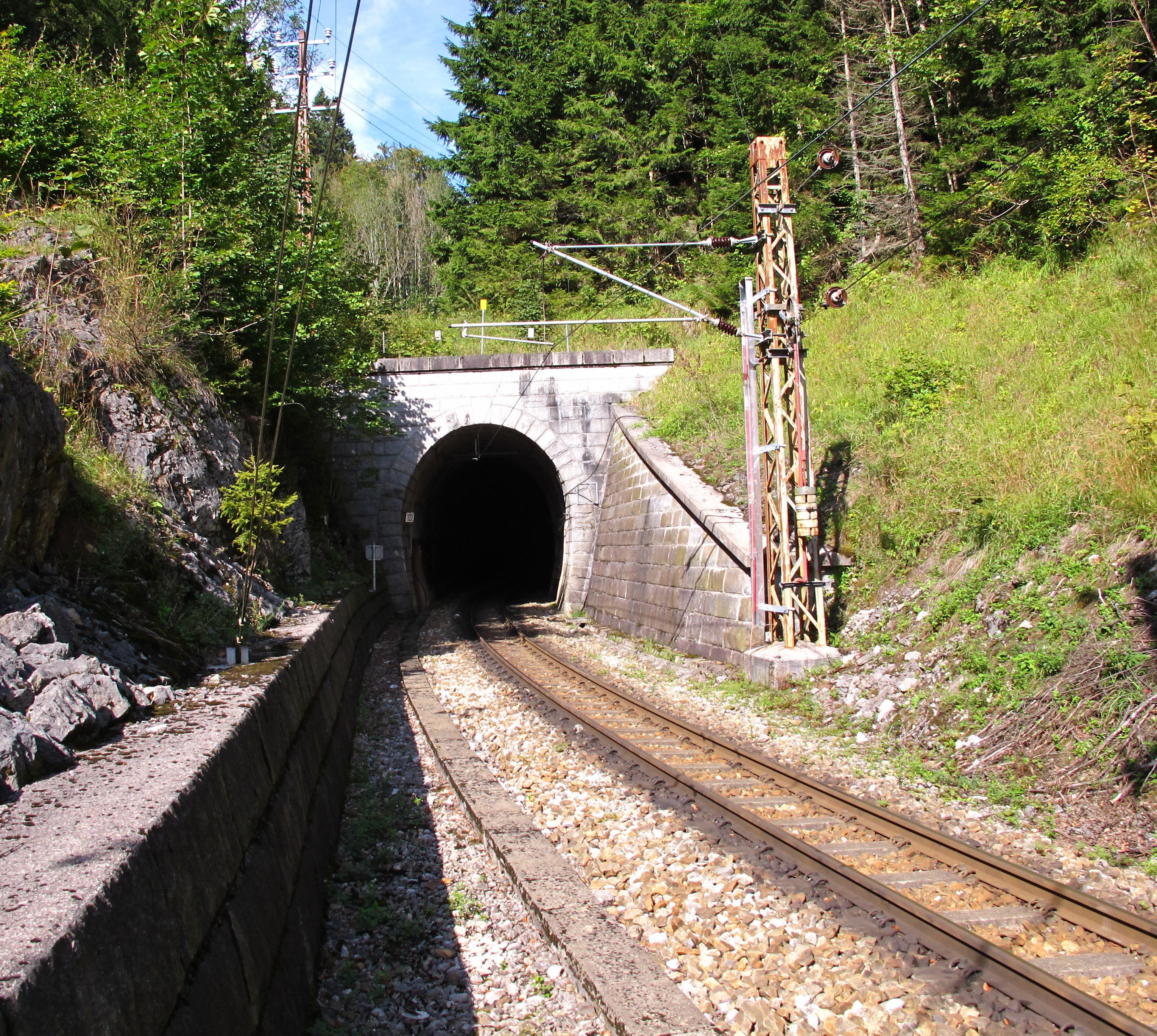
Południowy wjazd do tunelu Gösing
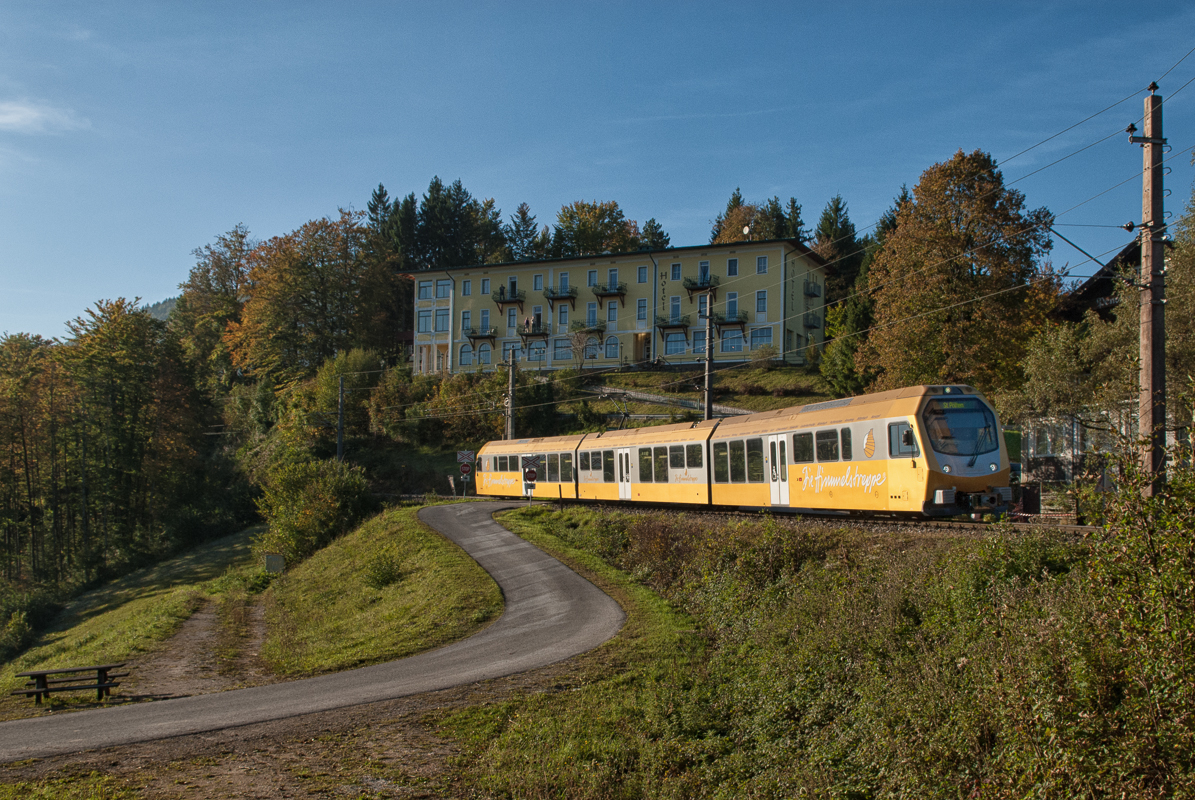
Elektryczny zespół trakcyjny die Himmelstreppe
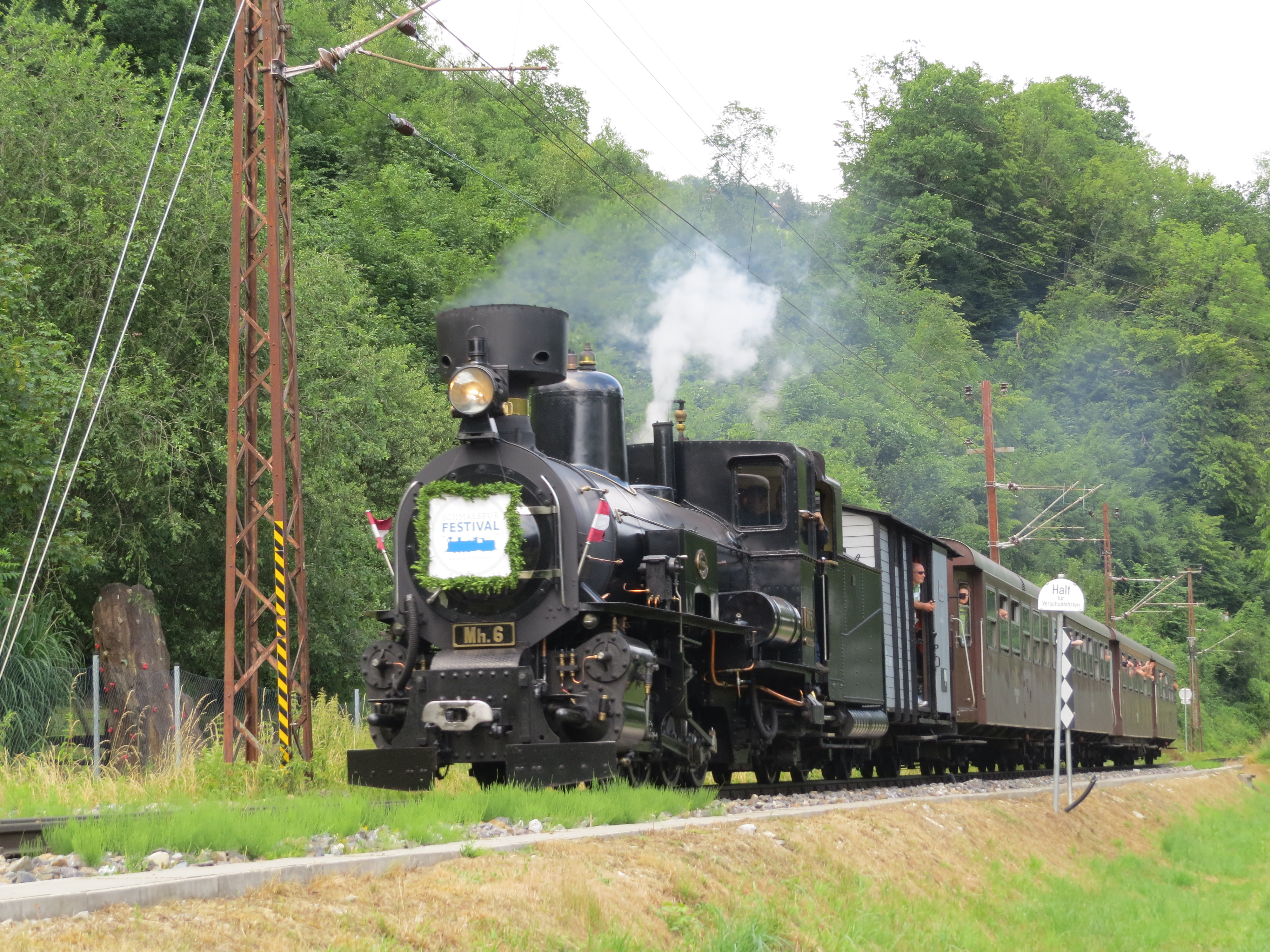
Zabytkowy parowóz Mh6 na trasie Mariazellerbahn